# Aleksandra Kazimiera Rakiewiczowa
Aleksandra Kazimiera Rakiewicz, née Ładnowska est une actrice de théâtre polonaise née en 1836, 1838 ou le 6 mars 1840 à Płock et morte le 25 novembre 1898 à Varsovie.

## Biographie
Aleksandra Rakiewicz naît en mars 1840 à Płock, dans la voïvodie de Mazovie. Ses parents sont Aleksander Ładnowski et Rosalie (née Brzozowska). Son frère est Bolesław Ładnowski.
À partir de 1854, elle se produit sur les scènes de Cracovie et, en 1858, commence à se produire à Varsovie en tant qu'actrice dans les théâtres du gouvernement de Varsovie. Elle est surtout connue pour ses rôles dramatiques dans des pièces telles que Barbara Radziwiłłówna d'Alojzy Feliński, Maria Stuart de Friedrich Schiller et Adriene Lecouvreur d'Ernest Legouvé et Eugène Scribe.
En tant qu'actrice, elle se « distingue par sa beauté exceptionnelle et sa grande puissance de sentiment, mais son talent s'épuise vite ». Au cours de sa carrière, elle est considérée comme l'une des rivales d'Helena Modjeska sur scène.
Elle meurt le 25 novembre 1898 et est enterrée dans la tombe familiale au cimetière Powązki de Varsovie (section D-5-17).

## Vie privée
En 1856, elle épouse l'architecte Wincenty Rakiewicz.